# Aquilino Bocos Merino
Aquilino Bocos Merino CMF (ur. 17 maja 1938 w Canillas de Esgueva) – hiszpański duchowny katolicki, klaretyn, Przełożony Generalny Zgromadzenia Misjonarzy Klaretynów w latach 1991–2003, kardynał od 2018.

## Życiorys
W młodości wstąpił do zakonu klaretynów i przyjął święcenia kapłańskie 23 maja 1963. W latach 1991–2003 pełnił funkcję Przełożonego Generalnego Zgromadzenia Misjonarzy Klaretynów.
20 maja 2018 podczas modlitwy Regina Coeli papież Franciszek ogłosił, że mianował go kardynałem. Jego kreacja kardynalska odbyła się na konsystorzu 28 czerwca 2018. Z racji ukończenia 80. roku życia przed kreacją, nie posiada uprawnień elektorskich. Z racji nominacji kardynalskiej 16 czerwca 2018 otrzymał sakrę biskupią jako arcybiskup tytularny Urusi z rąk kardynała Fernando Sebastián Aguilara.